# Tambaksogra
Tambaksogra is een bestuurslaag in het regentschap Banyumas van de provincie Midden-Java, Indonesië. Tambaksogra telt 6801 inwoners (volkstelling 2010).